# Liste der Ehrenbürger von Landshut
Die Stadt Landshut hat seit 1829 46 Personen das Ehrenbürgerrecht verliehen.
Hinweis: Die Auflistung erfolgt chronologisch nach Datum der Zuerkennung.

## Die Ehrenbürger der Stadt Landshut
1. Joseph Anton Ritter von Mussinan (* 13. Dezember 1766 in Viechtach; † 24. Mai 1837 in München)
Direktor des Appellationsgerichts
Verleihung 1829
2. Leonhard Freiherr von Hohenhausen  (* 28. Juni 1788 in Dachau; † 25. März 1872 in München)
Staatsminister
Verleihung 1839
3. Adolf Baumüller
Oberst im königlich-bayerischen 2. Kürassier-Regiment
Verleihung 1871
4. Max Reschreiter
Oberstleutnant im 4. Jäger-Bataillon
Verleihung 1871
5. Josef Werner
Geistlicher Rat und Stadtpfarrer
Verleihung 1871
6. Josef Wöhr
Major im 4. Jäger-Bataillon
Verleihung 1871
7. Ferdinand Freiherr von Hornstein
Gutsbesitzer
Verleihung 1872
8. Ritter von Stransky
Major im königlich-bayerischen 2. Kürassier-Regiment
Verleihung 1873
9. Franz Alexander Lippmann
Direktor des Bezirksgerichtes
Verleihung 1875
10. Felix Friedrich von Lipowsky (* 3. Juni 1824 in Oettingen, Schwaben; † 26. Januar 1900 in München)
Regierungspräsident in Niederbayern
Verleihung 1880
11. Hans Niedermayr
Präsident des Landgerichts Landshut
Verleihung 1892
12. Peter Gleitsmann (* 2. Juni 1855 in München; † 27. Dezember 1929 ebenda)
Dekan und Pfarrer, Reichstagsabgeordneter
Verleihung 1893
13. Franz Xaver Koller
Rentier und Erster Vorstand des Gemeindekollegiums
Verleihung 1893
14. Franz Xaver Steiner
Rentier und Gemeindebevollmächtigter
Verleihung 1896
15. Johann Baptist von Zabuesnig
Kommerzienrat und Erster Vorstand des Gemeindekollegiums
Verleihung 1896
16. Max Niedermayer
Wirklicher Geheimer Rat, Städtischer Oberbaurat in München
Verleihung 1898
17. Theodor Graf von Spreti
Kämmerer und Gutsbesitzer, Erster Vorstand des Gemeindekollegiums
Verleihung 1898
18. August Wolf
Baurat, Vorstand des Straßen- und Flussbauamtes
Verleihung 1898
19. Monsignore Johann Baptist Leiner
Päpstlicher Geheimkämmerer, Geistlicher Rat, Erzbischöflicher Stadtkommissär
Verleihung 1899
20. Georg Fischer
Rentier
Verleihung 1905
21. Heinrich Ritter von Frauendorfer (* 27. September 1855 in Höll; † 23. Juli 1921 in Geiselgasteig)
Staatsrat und Staatsminister
Verleihung 1905
22. Paul Pausinger
Landesökonomierat und Gutsbesitzer
Verleihung 1905
23. Clemens Freiherr von Podewils-Dürniz (* 17. Januar 1850 in Landshut; † 14. März 1922 in München)
Kämmerer, Staatsrat und Staatsminister
Verleihung 1909
24. Rudolf Freiherr von Andrian-Werburg (* 4. Januar 1844 in Froschgrün bei Naila, Oberfranken; † 7. November 1919 in München)
Regierungspräsident von Niederbayern
Verleihung 1912
25. Josef Duetsch
Bürgermeister
Verleihung 1912
26. Otto Marschall (* 1857 in Breitensee bei Herbstadt, Unterfranken; † 1935 in Landshut)
Hofrat und Oberbürgermeister
Verleihung 1927
27. Josef Linnbrunner
Gewerberat
Verleihung 1930
28. Adolf Hitler (* 20. April 1889 in Braunau; † 30. April 1945 in Berlin)
Reichskanzler, Diktator
Verleihung 1935
Aberkennung 1946[1]
29. Friedrich Hutter
Kommerzienrat, Direktor der Vereinigten Kunstmühlen
Verleihung 1944
30. Hans Carossa (* 15. Dezember 1878 in Tölz; † 12. September 1956 in Rittsteig)
Lyriker und Schriftsteller
Verleihung 1948
31. Willi Geiger (* 27. August 1878 in Landshut-Schönbrunn; † 11. Februar 1971 in München)
Maler und Grafiker
Verleihung 1948
32. Albert Dobmeier
Direktor der Hauptverwaltung der Bundesbahn
Verleihung 1956
33. Hermann Fahrmbacher
Kommerzienrat
Verleihung 1956
34. Felix Meindl (* 25. Oktober 1882 in Neunburg vorm Wald; † 10. Dezember 1956 in Landshut)
Justizoberinspektor a. D., Oberbürgermeister
Verleihung 1956
35. Hugo Wittmann
Kommerzienrat
Verleihung 1957
36. Josef Goetz
Regierungsrat a. D., Bürgermeister a. D.
Verleihung 1964
37. Matthias Hösl  (* 21. Februar 1887 in Edenthal; † 3. Februar 1967 in Landshut)
Bäckermeister, Bürgermeister a. D.
Verleihung 1964
38. Albin Lang (* 25. Juni 1901 in Kelheim; † 1984 in Landshut)
Oberbürgermeister a. D.
Verleihung 1971
39. Franz Lippert (* 12. April 1900 in München; † 3. März 1977 ebenda)
Staatssekretär a. D.
Verleihung 1972
40. Hans Futterer
Bundesbahnamtmann a. D.
Verleihung 1978
41. Andreas Schlittmeier (* 28. Mai 1920 in Landshut; † 2. November 2000 ebenda)
Bürgermeister a. D.
Verleihung 1988
42. Hugo Högner (* 3. August 1910 in Landshut; † 1994 ebenda)
Maler und Goldschmied
Verleihung 1989
43. Georg Fahrmbacher
Handelsrichter und Kaufmann
Verleihung 1991
 

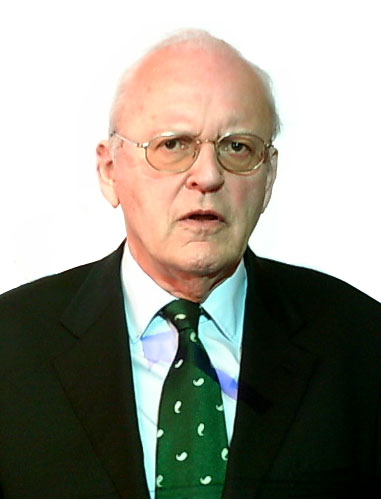
Roman Herzog
44. Roman Herzog (* 5. April 1934 in Landshut; † 10. Januar 2017 in Bad Mergentheim)
Bundespräsident a. D.
Verleihung am 26. November 1999
 

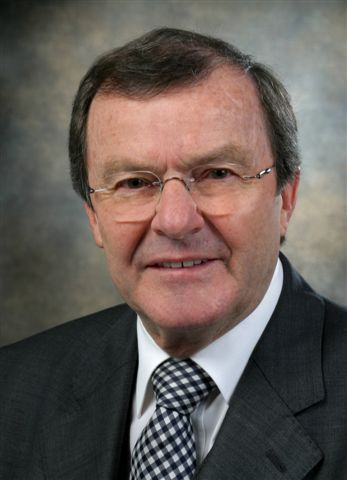
Josef Deimer (2003)
45. Josef Deimer (* 29. Mai 1936 in Landshut)
Oberbürgermeister a. D.
Verleihung am 1. Juni 2006
46. Herbert Huber (* 3. Februar 1935 in Landshut; † 3. Januar 2016 in Landshut)
Wirtschaftswissenschaftler, Staatssekretär a. D.
Verleihung am 19. November 2009